# Mata au hi made
Mata au hi made (また逢ふ日まで, Fins al nostre pròxim reencontre) és una pel·lícula perduda japonesa del 1932. Va ser la primera pel·lícula sonora dirigida per Yasujirō Ozu.

## Argument
Un romanç entre un jove soldat i una prostituta es desenvolupa al llarg d'una nit abans que ell marxi al servei militar.

## Producció
Segons els records d'Ozu, Mata au hi made es va fer un any després de l'estrena del primer film japonès, Madamu to nyōbō (La meva dona i la meva veïna) de Heinosuke Gosho. Yasujirō Ozu va fer la seva primera pel·lícula sonora utilitzant el sistema experimental de el seu director de fotografia Hideo Shigehara tal com li havia promès, més que el sistema Dohashi adoptat pels estudis Kamata del Shōchiku
El director, que inicialment s'havia resistit a la tendència a les imatges parlants, va acceptar utilitzar un procés de so experimental desenvolupat per Hideo Mohara, en lloc del més popular sistema de so Dobashi. Aparentment, la pel·lícula contenia una pista musical i efectes de so però no escenes de diàleg audibles.
Tot i que Yasujirō Ozu de vegades afirma que no li interessa l'amor romàntic, sinó només l'amor entre membres de la mateixa família, aquest melodrama romàntic és ben rebut per la crítica que coincideix que el director ha sabut copsar amb delicadesa els sentiments de dos éssers reals i probables, posats en una situació real. Ozu afirma que s'ha inspirat en la interpretació de Yoshiko Okada, afirma: Ella era excel·lent i no hi ha dubte que hi ha alguna cosa sensual als seus ulls. La pel·lícula va ser classificada en setè lloc pels lectors a l'enquesta de Kinema Junpō de les millors pel·lícules de 1932.

## Repartiment
- Yoshiko Okada - Dona
- Joji Oka - Home
- Shin'yō Nara - Pare
- Hiroko Kawasaki - Germana
- Chōko Iida - Germana
- Satoko Date - Xicota
- Mitsuko Yoshikawa - Una altra noia